# Horst (Lauenburg)
Horst ist eine Gemeinde im Kreis Herzogtum Lauenburg in Schleswig-Holstein.

## Geographie

### Geographische Lage
Das Gemeindegebiet von Horst erstreckt sich im Bereich des Westmecklenburgischen Hügellandes (Haupteinheit Nr. 750) der Mecklenburgischen Seenplatte (75) östlich der Möllner Seenkette. Im Gemeindegebiet fließt der Hellbach, ein Zufluss des Gudower Sees.

### Ortsteile
Die Gemeinde Horst besteht aus den Ortsteilen des Dorfes und Gut Althorst sowie Neuhorst, welche als Häusergruppe und Siedlung klassifiziert ist.

### Nachbargemeinden
Unmittel an Horst grenzen folgende Gemeindegebiete:
|                             | Schmilau                                    |         |
| Fredeburg, Mölln, Brunsmark | Kompassrose, die auf Nachbargemeinden zeigt | Sterley |
|                             | Lehmrade                                    | Gudow   |

## Geschichte
Zwischen Horst und Lehmrade befindet sich der slawische Oldenburger Wall. Einzelne Grabungsfunde aus diesem Ringwall wurden auf das 7. Jahrhundert datiert.
Das Dorf wurde im Ratzeburger Zehntregister 1128 zum ersten Mal mit der slawischen Bezeichnung „Colatza“ urkundlich erwähnt. Das Gutsdorf war Teil des Fürstentums Ratzeburg-Mecklenburg-Strelitz und blieb bis ins 20. Jahrhundert wie auch der Ort Panten eine mecklenburgische Exklave. Durch das Groß-Hamburg-Gesetz kam Alt Horst 1937 mit einem Teil des Landes Ratzeburg an Schleswig-Holstein. Von 1948 bis 1970 gehörte die Gemeinde zum Amt Sterley, das 1971 mit dem Amt Sterley zum Amt Gudow-Sterley zusammengefasst wurde. Seit der Auflösung des Amtes Amt Gudow-Sterley Ende 2006 wird die Gemeinde durch das Amt Lauenburgische Seen verwaltet.
In Alt-Horst bestand bis 1951 ein Bahnhof an der Bahnstrecke Hagenow Land–Bad Oldesloe, auf der der regelmäßige Personenverkehr 1962 schließlich ganz eingestellt wurde. Zwischen Hollenbek und Ratzeburg wird die Strecke als Erlebnisbahn Ratzeburg für Draisinenfahrten heute wieder genutzt, allerdings ohne dass der Bahnhof in Alt-Horst reaktiviert wurde.
Es gibt mehrere Teile des Dorfes. Der Teil Alt-Horst umfasst das Gut mit alten und neuen Wohnhäusern sowie dem Fußballplatz. Dann gibt es Neu-Horst, das aus drei Teilen besteht. Ein ehemaliges Vorwerk zum Gut mit Wohnhäusern, dem Teil „Neu Horst am Wall“ mit überwiegend aktiven und ehemaligen Bauernhöfen und „Neu Horst am Käsel“ mit aktiven und ehemaligen Bauernhöfen sowie Wohnhäusern. Neu-Horst am Wall (nahe dem Oldenburger Wall) und Neu-Horst am Käsel (ein kleiner Hügel) wurden ab etwa 1950 für Flüchtlingsfamilien aus der Landwirtschaft errichtet.

## Politik

### Gemeinderat
Bei der Kommunalwahl am 14. Mai 2023 wurden insgesamt neun Sitze vergeben. Von diesen erhielt die Allgemeine Wählergemeinschaft Horst sechs Sitze und die CDU drei Sitze.

### Wappen
Blasonierung: „In Gold eine eingebogene blaue Spitze, darin ein linksgewendeter golden bewehrter, sil-berner watender Kranich, oben rechts ein schwarzer Stierkopf, oben links ein grüner Laubbaum.“

## Kultur und Sehenswürdigkeiten
Seit 1998 besteht im Ort das in Eigenregie erstellte „Theater im Stall“.
In der Liste der Kulturdenkmale in Horst (Lauenburg) stehen die in der Denkmalliste des Landes Schleswig-Holstein eingetragenen Kulturdenkmale.